# Stefano Allocchio (ciclista)
Stefano Allocchio (Milano, 18 marzo 1962) è un dirigente sportivo, ex ciclista su strada e pistard italiano.
Professionista dal 1985 al 1993, conta la vittoria di quattro tappe al Giro d'Italia, di una tappa alla Vuelta a España e di cinque titoli nazionali su pista.

## Carriera
Alternò l'attività su strada e su pista. Da dilettante ottenne tre titoli italiani: nell'inseguimento a squadre e nell'americana nel 1983, e nell'inseguimento a squadre nel 1984. Passato professionista nel 1985, ottenne nel primo anno su strada una tappa alla Settimana Siciliana e due tappe al Giro d'Italia, su pista il titolo italiano e il bronzo mondiale nella corsa a punti, risultato che ripeté nel 1986 a Colorado Springs. Nel 1988 vinse una tappa al Giro di Puglia, mentre nel 1989 vinse una tappa alla Settimana Siciliana, il prologo della Tirreno-Adriatico e una tappa alla Vuelta a España, oltre al titolo italiano nella corsa a punti. Il 1990 lo vide imporsi in due tappe al Giro d'Italia. 
Attualmente ricopre il ruolo di ViceDirettore di Corsa RCS Sport in ammiraglia nelle gare di ciclismo professionistico tra cui la Milano-Saremo, il Giro di Lombardia e il Giro d'Italia, nonché quello di direttore della Tirreno-Adriatico.

## Palmarès

### Strada
- 1984

Giro delle Tre Provincie
- 1985

1ª tappa Settimana Siciliana (Castellammare del Golfo > Palermo)
8ª tappa, 1ª semitappa Giro d'Italia (Foggia > Foggia)
11ª tappa Giro d'Italia (Paola > Salerno)
- 1988

2ª tappa Giro di Puglia (Troia > Cerignola)
- 1989

1ª tappa Settimana Siciliana (Castellammare del Golfo > Palermo)
Prologo Tirreno-Adriatico (Circuito di Bacoli, cronometro)
8ª tappa Vuelta a España (Toledo > Albacete)
- 1990

3ª tappa, 1ª semitappa Giro d'Italia (Ercolano > CIS Nola)
7ª tappa Giro d'Italia (Reggello > Marina di Pietrasanta)

### Pista
- 1983

Campionati italiani, Inseguimento a squadre (con Roberto Amadio e Massimo Brunelli)
Campionati italiani, Americana (con Massimo Brunelli)
- 1984

Campionati italiani, Inseguimento a squadre (con Roberto Amadio e Massimo Brunelli)
- 1985

Campionati italiani, Corsa a punti
- 1989

Campionati italiani, Corsa a punti

### Altri successi
- 1986

Circuito di Cogliate

## Piazzamenti

### Grandi Giri
- Giro d'Italia

1985: 132º
1986: 132º
1987: 128º
1988: 114º
1989: 140º
1990: 162º
1991: 132º
1992: ritirato (15ª tappa)
1993: 110º
- Tour de France

1986: ritirato (13ª tappa)
1987: 129º
- Vuelta a España

1989: 137º

### Classiche monumento
- Milano-Sanremo

1985: 19º
1986: 82º
1987: 33º
1988: 33º
1991: 58º
1992: 64º

### Competizioni mondiali
- Campionati del mondo su pista

Leicester 1982 - Corsa a punti Dilettanti: 5º
Bassano del Grappa 1985 - Corsa a punti: 3º
Colorado Springs 1986 - Corsa a punti: 3º
Vienna 1987 - Corsa a punti: 13º
Lione 1989 - Corsa a punti: 17º
Maebashi 1990 - Corsa a punti: 16º
- Giochi olimpici

Los Angeles 1984 - Corsa a punti: 14º